# نيل ماكالوم
نيل ماكالوم (بالإنجليزية: Neil McCallum)‏ هو لاعب كرة قدم بريطاني في مركز الهجوم، ولد في 31 أغسطس 1987 في بيرث في المملكة المتحدة. لعب مع سانت جونستون ونادي ألوا أثليتيك.

## وصلات خارجية
- نيل ماكالوم على موقع Soccerbase.com (لاعب) (الإنجليزية)